# Bucranium
Bucranium O. P.-Cambridge, 1881 è un genere di ragni appartenente alla famiglia Thomisidae.

## Distribuzione
Le quattro specie note di questo genere sono diffuse in America meridionale, America centrale e Cuba

## Tassonomia
Rimosso dalla sinonimia con Aphantochilus (O. P.-Cambridge, 1870) da un lavoro degli aracnologi Teixeira, Campos & Lise del 2014, contra un precedente lavoro di Benjamin del 2011.
Considerato un sinonimo anteriore di Acracanthostoma Mello-Leitão, 1917 e di Majellula Strand, 1932 a seguito del lavoro suddetto di Teixeira et al. del 2014.
Non sono stati esaminati esemplari di questo genere dal 2014.
A giugno 2014, si compone di quattro specie:
- Bucranium affinis (O. P.-Cambridge, 1896) — Messico
- Bucranium pulchra (Bryant, 1940) — Cuba
- Bucranium spinigerum O. P.-Cambridge, 1891 — Guatemala
- Bucranium taurifrons (O. P.-Cambridge, 1881)[2] — Venezuela, Perù, Brasile, Paraguay, Guyana

### Sinonimi
- Bucranium nigritarse (Caporiacco, 1947); posta in sinonimia con Bucranium taurifrons (O. P.-Cambridge, 1881) a seguito di un lavoro di Teixeira et al. del 2014[1].

### Nomen dubium
- Bucranium bicornutum (Mello-Leitão, 1917c e 1927d); esemplari femminili, reperiti in Brasile, a seguito del lavoro di Teixeira et al. del 2014, sono da ritenersi nomina dubia[1].